# Wolfgang Bäuerle
Wolfgang Bäuerle (geboren 8. Juni 1926 in Ulm; gestorben 19. Februar 1982 in Köln) war ein deutscher Sozialpädagoge.

## Leben
Wolfgang Bäuerle wurde nach dem Abitur als Soldat im Zweiten Weltkrieg eingezogen. Er war als britischer Kriegsgefangener in Ägypten inhaftiert und kehrte 1948 nach Deutschland zurück. Er studierte Erziehungswissenschaften (Promotion), Psychologie (Diplom), Soziologie und Jugendrecht und arbeitete als Werkstudent zwischen 1949 und 1954 als Heimerzieher bei der Jugendbehörde in Hamburg. 1954/55 war er Erziehungsleiter bei der Blindenstudienanstalt Stuttgart, danach Leiter der Heilpädagogischen Abteilung der Hamburger Jugendbehörde, dann behandelnder Psychologe in der Psychotherapeutischen Beratungs- und Behandlungsstelle Eppendorf. Er ging als wissenschaftlicher Assistent 1958 nach Rom und wurde 1960 Dozent und 1962 Direktor des Sozialpädagogischen Instituts Hamburg, das unter seiner Leitung 1970 in die Fachhochschule Hamburg integriert wurde. 1971 wechselte er als Hauptabteilungsleiter für sozialpolitische und sozialpädagogische Grundsatzfragen zum Bundesverband der Arbeiterwohlfahrt (AWO) nach Bonn. Er wurde 1974 bis 1977 Gründungsdirektor des Instituts für Sozialarbeit und Sozialpädagogik (ISS) in Frankfurt am Main. 1976 erhielt er einen Ruf als Professor für Erziehungswissenschaft an die Universität Bielefeld.
Bäuerle wirkte in nationalen und internationalen Gremien der Sozialpolitik.

## Schriften (Auswahl)
- Sozialarbeit und Gesellschaft. Weinheim: Beltz, 1967
- Jugendhilfe und Elternbildung: Rechtl. Grundlagen, Tatbestände, Probleme, Aufgaben . Diss. Hamburg, 1970
- Theorie der Elternbildung. Weinheim: Beltz, 1971
- Jugendhilfe und Sozialarbeit. Ausgewählte Vorträge und Schriften. Frankfurt am Main: IGfH, 1983